# ADAC Formel Masters
De ADAC Formel Masters was een autoraceklasse in Duitsland. Het was de opstapklasse naar de Duitse Formule 3. Het eerste seizoen was in 2008. Er worden ook buiten Duitsland races verreden, zoals in Nederland, België en Oostenrijk.  
Alle teams hebben identieke chassis, motoren en banden.
Het laatste kampioenschap werd verreden in 2014, waarna het in 2015 werd vervangen door het ADAC Formule 4-kampioenschap.

## Nederlandse deelnemers
- In 2009 reed Justin Ros de eerste race in Oschersleben voor het Nederlandse Van Amersfoort Racing.
- Liroy Stuart reed in 2009 de tweede en derde race voor Van Amersfoort Racing.
- Peter Hoevenaars reed in 2011 een heel seizoen voor ADAC Berlin-Brandenburg e.V.
- Indy Dontje reed in 2012 en 2013 twee hele seizoen voor Motopark Academy. In 2013 wist hij twee races te winnen.
- Beitske Visser reed in 2012 en 2013 twee hele seizoenen voor Motopark Academy. In het weekend van Zandvoort in 2012 schoot Beitske in de kwalificatie op zaterdag met 100 km/h van de baan tegen de bandenstapels. Daarna kreeg ze te kampen met rugpijn maar mocht van het ziekenhuis gewoon racen. In race 2 stond ze weer aan de start maar kon niet verder komen dan een achtste plaats. Dankzij het principe van de omgekeerde startgrid vertrok ze in race 3 vanuit de poleposition. Vanuit deze positie wist ze als eerste te finishen en pakte zo haar eerste overwinning in de ADAC Formel Masters. Op de Lausitzring behaalde ze haar tweede overwinning. Op de Sachsenring in 2013 won ze haar derde race in het kampioenschap.
- Stéphane Kox reed in 2013 het hele seizoen voor Team KUG Motorsport.

## Technische specificaties auto

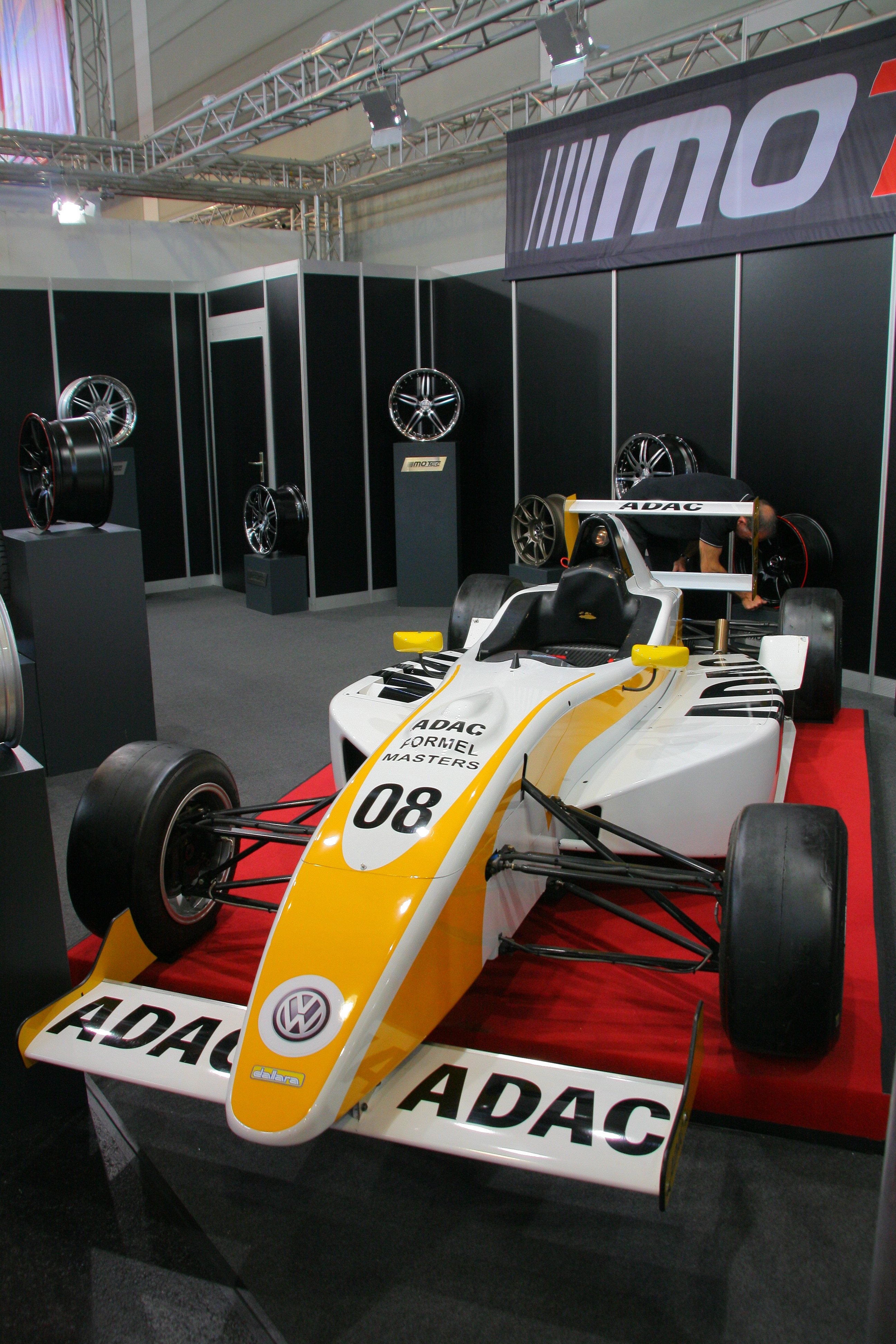
ADAC Formel Masters Auto

### Specificaties (2008-2014)

#### Motor
- Fabrikant: Volkswagen
- Type: 1,6 liter FSI motor
- Vermogen: 145 pk (107 kW) bij 6.000 omw/min
- Inhoud: 1.598 cm³
- Boring: 76,5 mm
- Inbouwsituatie: Motor in het midden voor de achteras
- Koppel: 165 Nm bij 4000 omw/min

#### Wielen
- Banden
  - Fabrikant: Dunlop
  - Afmeting: 190 mm × 535 mm (voor), 205 mm × 570 mm (achter)
- Velgen
  - Fabrikant: Motec
  - Afmeting: 9×13 (voor), 9×13 (achter)

#### Chassis
- Fabrikant: Dallara
- Type: Formulino Plus
- Bouwwijze: Koolstof/Kevlar-Monocoque in Sandwich-Bouwwijze
- Ophanging: Onafhankelijke ophanging met dubbele draagarmen (voor en achter)
- Remschijven: Geventileerde remschijven
- Dempers: Sachs/Eibach
- Registratiegegevens:  AIM, Modell evo3
- Afmeting van chassis: 4239 mm × 1795 mm × 977 mm (L×B×H)
- Gewicht: 570 kg (incl. rijder)

## Puntensysteem

### (2008-2011)
| 1  | 2  | 3  | 4  | 5 | 6 | 7 | 8 | 9 | 10 |
| -- | -- | -- | -- | - | - | - | - | - | -- |
| 20 | 15 | 12 | 10 | 8 | 6 | 4 | 3 | 2 | 1  |

### (2012-2014)
|             | 1  | 2  | 3  | 4  | 5  | 6 | 7 | 8 | 9 | 10 |
| ----------- | -- | -- | -- | -- | -- | - | - | - | - | -- |
| Races 1 & 2 | 25 | 18 | 15 | 12 | 10 | 8 | 6 | 4 | 2 | 1  |
| Race 3      | 15 | 10 | 8  | 7  | 6  | 5 | 4 | 3 | 2 | 1  |

## Kampioenen
| Jaar | Kampioen           | Tweede             | Derde            | Constructeurskampioen        |
| ---- | ------------------ | ------------------ | ---------------- | ---------------------------- |
| 2008 | Armando Parente    | Nico Monien        | Klaus Bachler    | URD Motorsport               |
| 2009 | Daniel Abt         | Klaus Bachler      | Adrian Campfield | Team Abt Sportsline          |
| 2010 | Richie Stanaway    | Patrick Schranner  | Mario Farnbacher | ma-con Motorsport            |
| 2011 | Pascal Wehrlein    | Emil Bernstorff    | Sven Müller      | Motopark Academy             |
| 2012 | Marvin Kirchhöfer  | Gustav Malja       | Jeffrey Schmidt  | Lotus                        |
| 2013 | Alessio Picariello | Maximilian Günther | Jason Kremer     | ADAC Berlin-Brandenburg e.V. |
| 2014 | Mikkel Jensen      | Maximilian Günther | Tim Zimmermann   | Neuhauser Racing Team        |

2008 · 2009 · 2010 · 2011 · 2012 · 2013 · 2014